# Expédition de Burke et Wills

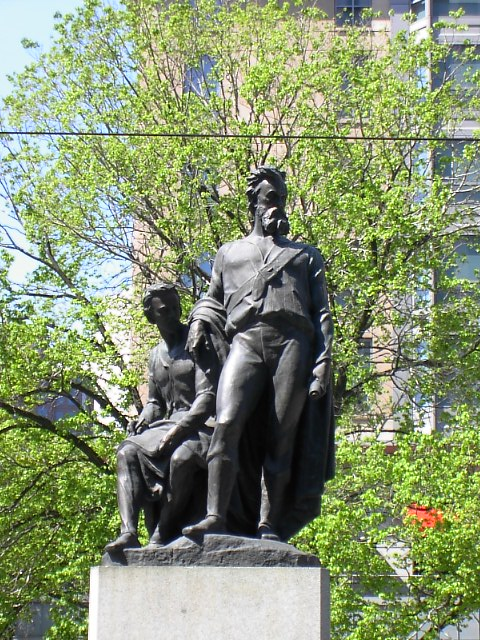
Statue de Burke et Wills à Melbourne

L’expédition Burke et Wills est un épisode tragique de l'exploration des terres intérieures de l'Australie. En 1860, une expédition de 18 hommes tente la traversée sud-nord de l'Australie à partir de la ville de Melbourne pour atteindre le golfe de Carpentarie, un parcours de 2 800 kilomètres. À l'époque, l'intérieur de l'Australie était encore inconnu des colons européens. Les explorateurs réussirent à atteindre la côte nord, stoppés seulement à 5 kilomètres par une zone de marécages. Mais la malchance et la défaillance des meneurs causèrent la mort de sept personnes sur le chemin du retour, notamment celles de Burke et de Wills.

## Le contexte
La découverte de l'or dans le Victoria en 1851 entraîne une ruée vers l'or et donc une augmentation importante du flux migratoire. Melbourne devient la cité la plus peuplée et la plus riche du pays. L'essor démographique et économique va durer une quarantaine d'années et est à l'origine de la création d'institutions diverses de sociétés savantes. L'université de Melbourne voit le jour en 1855. L'Institut philosophique de Victoria est fondé en 1854 et devint par charte royale de 1859, la Royal Society of Victoria.
En 1857, l'Institut philosophique crée un Comité d'exploration dans le but d'aider à constituer et équiper des expéditions pour explorer l'intérieur du pays. Contrairement aux colonies voisines de Nouvelle-Galles du Sud et d'Australie-Méridionale, l'intérêt pour ce type d'exploration était faible dans la colonie de Victoria. Le Comité dut attendre 1860 afin de réunir les fonds nécessaires à une expédition. Afin d'affronter dans de bonnes conditions le désert australien, le Comité fit venir 24 chameaux des Indes. 
Au début de l'année 1860, la Royal Society of Victoria organise une série de rencontres pour choisir le chef de l'expédition parmi des candidats potentiels. Le choix se porte sur Robert O'Hara Burke, assisté par le chamelier James George Landells et William John Wills. Burke est d'origine irlandaise, ancien officier de l'armée autrichienne, puis surintendant de police, qui n'a aucune expérience du bush. Wills est géomètre et météorologue. Des membres du Comité, seuls Ferdinand von Mueller et William Blandowski avaient quelque expérience en matière d'exploration, mais ils ont été mis en minorité.
Plutôt que d'utiliser comme trait des bovins qui auraient pu être sacrifiés pendant le voyage pour avoir de la viande fraîche, le Comité prévoit un chargement de viande séchée, ce qui nécessite des chariots supplémentaires. Ce choix sera la cause d'une certaine lenteur dans le cheminement de l'expédition.

## Le départ

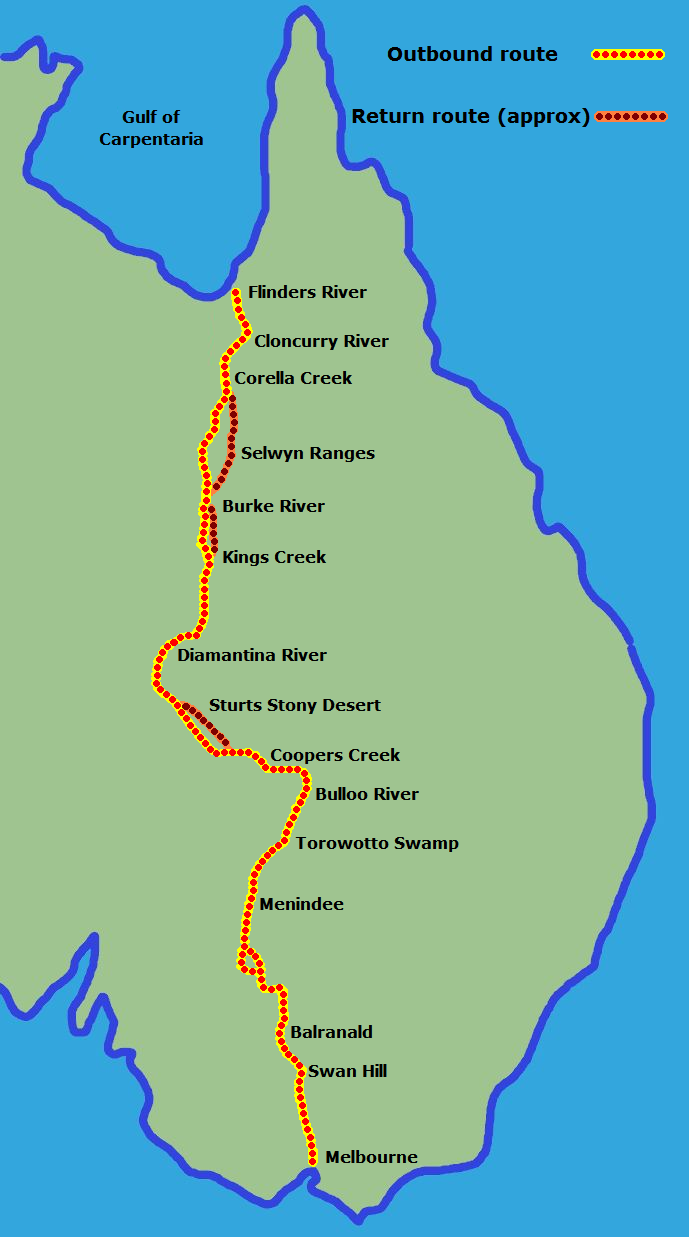
L'itinéraire de l'expédition

L'expédition quitte le Royal Park de Melbourne le 20 août 1860 à 16 heures devant 15 000 spectateurs. Elle comprend cinq Anglais, six Irlandais, quatre sepoy Indiens, trois Allemands et un Américain. Elle dispose de 6 chariots pour les vingt tonnes d'équipement et de nourriture, 23 chevaux et 27 chameaux. Le capitaine Francis Cadell, membre du Comité s'était opposé à la nomination de Burke comme chef de l'expédition. Burke refuse alors son offre de transporter par bateau une partie du ravitaillement en remontant à partir d'Adélaïde le Murray et le Darling. Un des chariots se brise avant même de quitter Royal Park. À minuit, le convoi atteint seulement Essendon (à l'emplacement actuel de l'aéroport de Melbourne) où deux autres chariots sont endommagés. Les fortes pluies et les pistes boueuses seront la cause de multiples difficultés et de perte de temps. Le 23 août, le convoi est à 
Lancefield et le 25 à Mia Mia.
En juillet 1859, le gouvernement d'Australie-Méridionale avait promis une récompense de 2 000 livres pour la première traversée sud-nord du continent à l'ouest du 143° de longitude. John McDouall Stuart, explorateur expérimenté avait relevé le défi. Burke craint que Stuart arrive le premier sur la côte nord et montre rapidement son impatience devant la lenteur de l'expédition avec des moyennes de 2 à 3 kilomètres à l'heure. 
Swan Hill est atteint le 6 septembre et Balranald le 15. C'est là que Burke décide d'alléger l'expédition en laissant ses provisions de sucre, jus de citron et une partie des armes et munitions. À Gambala, atteint le 24, Burke charge d'abord les chameaux de provisions, puis demande aux hommes de continuer à pied afin de ne pas épuiser les chevaux. Il réduit les bagages personnels ce qui oblige les scientifiques à abandonner une partie de leurs instruments. Durant la première semaine d'octobre, Burke décide de se débarrasser de 270 litres de rhum que Landells avait emporté croyant au pouvoir de cette boisson de prévenir le scorbut pour ses chameaux. À Kinchega, sur le Darling, Landells quitte l'expédition suivi par le docteur Hermann Beckler, médecin de l'expédition. Wills est promu commandant en second.
Le 12 octobre, l'expédition arrive à Menindee après deux mois de marche, là où le service postal met une semaine. Burke scinde le groupe, conservant les chevaux les plus vigoureux, sept des hommes les plus valides et un équipement réduit, avec l'idée d'atteindre très rapidement Cooper Creek et d'y attendre les autres. Il laisse Menindee le 19 octobre guidé par William Wright qui est promu commandant en troisième. À Torowotto Swamp, Wright revient seul sur ses pas pour ramener le reste de l'expédition, tandis que Burke continue vers Cooper Creek.

## Cooper Creek
En 1860, Cooper Creek est le point extrême atteint par les Européens. La rivière a été découverte en 1845 par le capitaine Charles Sturt. Burke y arrive le 11 novembre et y établit un dépôt au camp 63, puis effectue une reconnaissance vers le nord. Une invasion de rats oblige l'expédition à transférer le dépôt plus en aval, proche d'un trou d'eau baptisé Bullah Bullah. C'est le camp de base no 65 qu'ils protègent par une palissade baptisant l'édifice du nom de Fort Wills. C'est là que Burke aurait dû attendre jusqu'à l'automne austral (mars 1861) afin d'éviter la forte chaleur de l'été australien. 
Mais le 16 décembre, il décide de tenter sa chance et s'élance vers le golfe de Carpenterie. Il scinde de nouveau son groupe, laisse le dépôt sous la direction de William Brahe et part avec trois compagnons : Wills, John King et Charlie Gray. Les quatre explorateurs disposent d'un cheval, six chameaux et de la nourriture pour quatre mois. Mais en plein été austral, les températures atteignent souvent les 50 °C le jour et les paysages désolés offrent peu d'ombre pour se protéger. Burke a demandé à Brahe de l'attendre trois mois, instructions que Wills a portées secrètement à quatre mois.

## Le golfe de Carpenterie

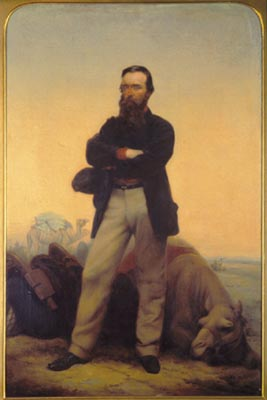
Robert O'Hara Burke

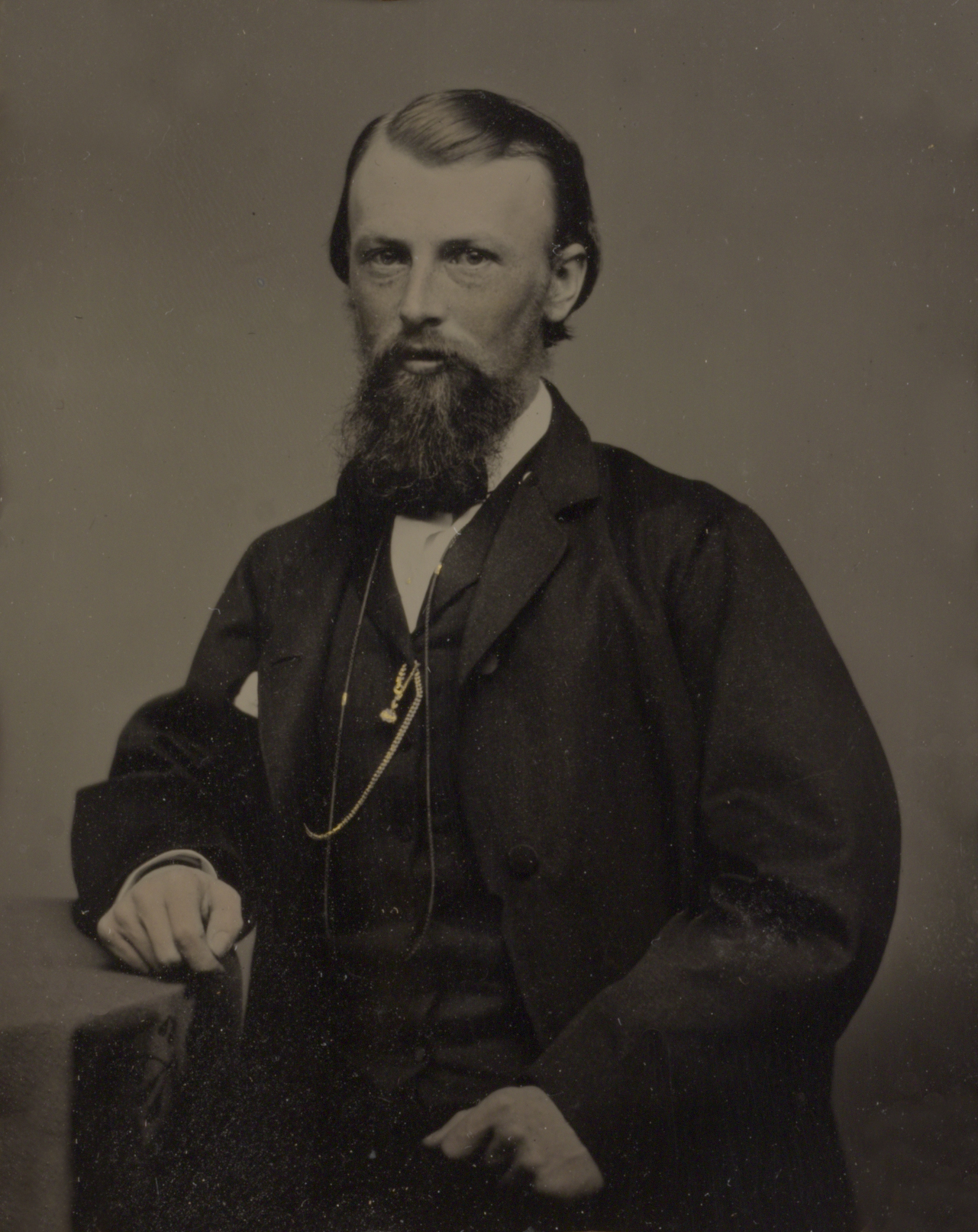
William John Wills

À l'exception de la chaleur, la dernière partie du parcours ne pose pas de difficultés et les aborigènes se montrent pacifiques contrairement aux prévisions. Le 9 février 1861, l'équipée atteint la Little Bynoe River, un bras du delta du Flinders. Une zone de mangrove freine leur progression. Burke et Wills s'enfoncent dans les marécages laissant au camp 119, King et Gray, mais rebroussent chemin après avoir parcouru 24 kilomètres. Ils sont alors à court de ravitaillement n'ayant plus que 27 jours de vivres alors qu'ils ont quitté Cooper Creek depuis 59 jours.
À l'aller, le temps avait été chaud et sec; au retour les pluies de mousson tropicales ont débuté. Les chameaux sont abattus en cours de route pour être mangés. Le 4 avril sur la Diamantina River (au sud de l'actuelle ville de Birdsville), c'est au tour du cheval de servir de repas. Pour assouvir leur faim, ils se nourrissent de Portulacas, et d'un python que Gray a attrapé. Ce dernier tombe malade, mais Burke pense qu'il simule. Accusé de vol de nourriture, Gray est frappé par Burke. Il ne peut marcher et décède le 17 avril de dysenterie. Les trois survivants s'arrêtent une journée pour enterrer Gray et reprendre des forces. L'emplacement de la tombe de Gray n'est pas connu, mais la légende la situe près du lac Massacre en Australie méridionale. 
Ils arrivent enfin à Cooper Creek le 21 avril pour trouver le camp abandonné sept heures plus tôt par leurs compagnons. Brahe n'a pas attendu plus longtemps car un de ses hommes, Patton, a la jambe cassée à la suite d'une chute de cheval. Il a décidé de se replier sur Menindee le matin même. Patton décèdera de complications six semaines plus tard. Burke, Wills et King sont trop fatigués pour tenter de rattraper le groupe et décident d'attendre à Cooper Creek.
De son côté, le groupe de William Wright chargé de ravitailler Cooper Creek à partir de Menindee connaît des difficultés. Le manque de ressources l'a conduit à attendre jusqu'à la fin janvier 1861. Ce délai a été reproché à Wright et fut en partie la cause de la mort de Burke et Wills. La chaleur et le manque d'eau a rendu la marche harassante. Le groupe est harcelé par des 
Bandjigali et Karenggapa Murris (indigènes du Queensland). Trois des hommes de Wright décèdent de malnutrition pendant l'expédition de secours. Wright établit son campement à Koorliatto Waterhole sur la rivière Bulloo et essaye de retrouver la piste de Burke à Cooper Creek et fait ainsi la jonction avec le groupe de Brahe.

## Retour à la rivière Cooper

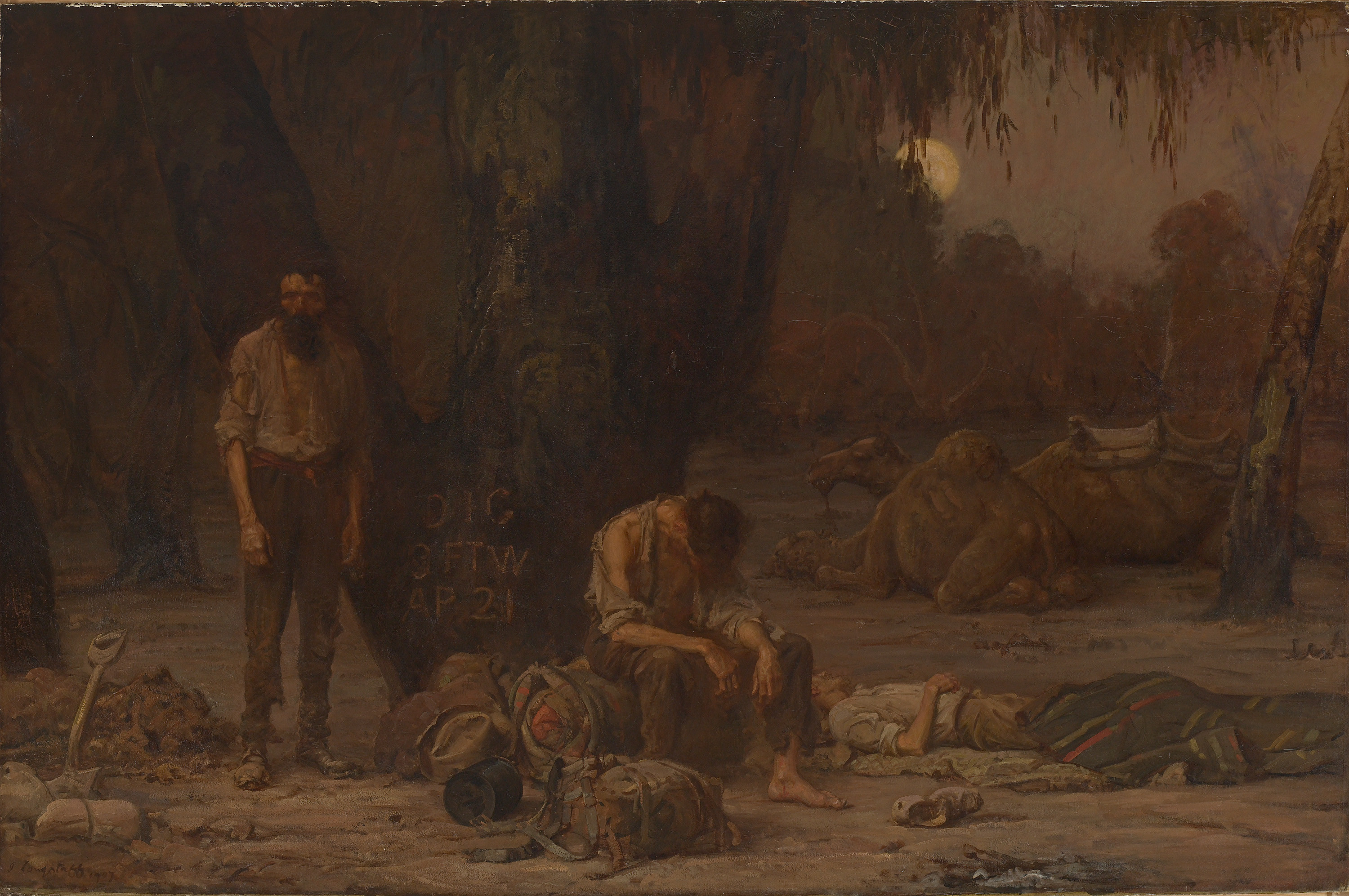
John Longstaff, Arrival of Burke, Wills and King at the deserted camp at Cooper's Creek, Sunday evening, 21 April 1861, huile sur toile, 1907, National Gallery of Victoria.

Brahe devait attendre le retour de Burke à Cooper Creek pendant 13 semaines. Il en attendit 18 alors que les ressources en nourriture commençaient à baisser et que se faisaient sentir chez les hommes les premiers effets du scorbut. Ne croyant plus au retour de Burke, et un de ses hommes s'étant cassé la jambe, il décide de repartir pour Menindee le 21 avril 1861. Il enterre sur place quelques provisions dont il signale l'emplacement par un message taillé sur un arbre. Burke, Wills et King arrivent sur les lieux le soir même. Ils prennent connaissance du message et déterrent les provisions. Les trois hommes et les deux chameaux restants sont épuisés et ils ne peuvent espérer rattraper le groupe principal. 
Ils décident de rester deux jours et récupérer, vivant des provisions qui avaient été cachées. Wills et King veulent se diriger sur Menindee, mais Burke rejette l'idée et décide de suivre la rivière dans l'espoir d'atteindre l'avant-poste le plus proche, une ferme d'élevage située en Australie-Méridionale près du Mont Hopeless (en). Il s'agit d'un parcours de 240 kilomètres en direction du Sud-ouest à travers une zone désertique.
Burke écrit une lettre expliquant ses intentions, qu'il enterre dans la cache mais il oublie malheureusement de signaler son passage par une marque sur l'arbre. Le 23 avril ils partent à travers le désert de Strzelecki, espérant assurer leur propre survie.
Pendant ce temps, Brahe croise le convoi de Wright. Les deux hommes décident de retourner au dépôt de Cooper Creek. Lorsqu'ils l'atteignent le 8 mai, Burke et ses compagnons sont à 56 kilomètres de ce point. Ne constatant aucune marque sur l'arbre, ils pensent que Burke n'est pas encore revenu du golfe de Carpenterie et ne vérifient pas l'état des provisions qui avaient été enterrées. Ils quittent le dépôt et rejoignent le groupe principal en direction de Menenidee.

## Dénouement

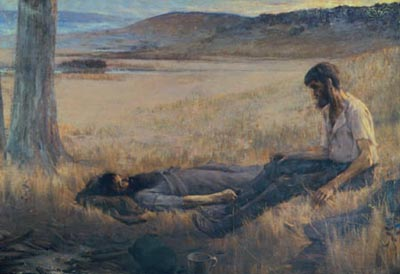
Mort de Burke, tableau d'Artur Loureiro, 1892.

Après avoir quitté le dépôt, Burke et ses compagnons progressent lentement (moins de 8 kilomètres par jour). La perte des deux derniers chameaux rend la situation désespérée. Les trois hommes ne peuvent porter eux-mêmes les réserves d'eau nécessaires pour traverser le désert de Strzelecki. Ils abandonnent le projet et retournent à Cooper Creek. Alors que leurs provisions diminuent et qu'ils sont exténués, ils obtiennent l'aide de la tribu aborigène des Yandruwandha qui accepte d'échanger poissons, fèves, ngardu (nardoo), contre du sucre.
Wills sauvegarde dans la cache son journal et diverses notes. Burke y critique amèrement Brahe pour n'avoir pas laissé des montures et suffisamment de provisions. Les trois hommes survivent dans une économie d'échange avec les aborigènes et les suivent dans leurs déplacements. Vers la fin juin 1861, Burke et King retournent à Cooper Creek pour s'assurer d'un éventuel retour du groupe principal. Wills, trop faible pour les accompagner, a été laissé dans un abri au lieu-dit Breerily Waterhole, avec un peu d'eau et de nourriture.
Burke meurt à la fin juin 1861, vraisemblablement le 28. King enterre le corps et deux jours plus tard part rejoindre Wills. Ce dernier est mort entretemps. King survit grâce aux échanges avec les tribus locales. 
Il semble au regard des indications laissées dans le journal de Wills, que les deux hommes soient morts de béribéri, dû à une carence en vitamine B1. Le récit ultérieur de King qui parle de douleur aux jambes et au dos pendant l'agonie de Burke renforce ce diagnostic.
Plusieurs expéditions de secours sont lancées : celle de John McKinlay à partir de l'Australie méridionale ; celle de William Landsborough à partir du Queensland, Frederick Walker à partir du Victoria. Le capitaine William Henry Norman remonte la rivière Albert à partir du golfe de Carpentarie. Mais ce sont Alfred William Howitt et son frère Charlton, qui, partant de Melbourne, atteignent Cooper Creek le 11 septembre 1861. Quatre jours plus tard, ils trouvent King en piteuse condition au sein de la tribu des Yandruwandha. Ramené à Melbourne, King décèdera 11 ans plus tard à l'âge de 33 ans.
L'expédition et celles organisées pour le secours permirent toutefois d'avoir une meilleure connaissance des terres australienne et eurent le mérite d'infirmer l'idée alors répandue de l'existence d'une mer intérieure.

## Commémorations

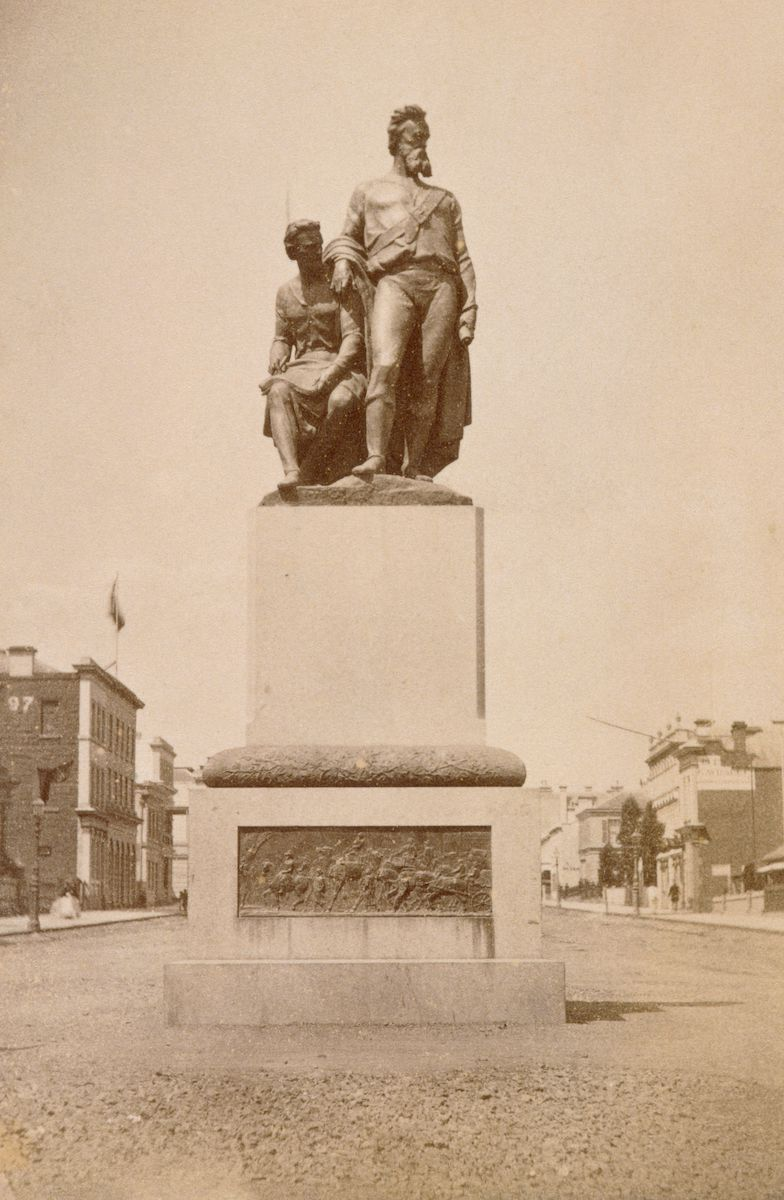
Photographie du monument à Burke et Wills, par Thomas Foster Chuck (1869).

Howitt retourna à Cooper Creek récupérer les corps de Burke et Wills. Ils sont enterrés au cimetière général de Melbourne. Des monuments ont été érigés à la mémoire des deux explorateurs à Melbourne, Castlemaine où vécut Burke quelques années, Bendigo, Ballarat et Fryerstown (en). Une plaque au Royal Park indique le lieu de départ de l'expédition. Des événements commémoratifs sont organisés, avec des œuvres comme le diorama réalisé par Thomas Foster Chuck.
En 1915, l'aventurier Francis Birtles réalise le documentaire Across Australia, après un périple de plus de sept mois sur les traces de l'expédition.
En 1985, un autre film a été tourné par le réalisateur Graeme Clifford sur le thème de l'expédition, avec Jack Thompson dans le rôle de Burke, et Nigel Havers dans celui de Wills. Notes et références
- (en) Cet article est partiellement ou en totalité issu de l’article de Wikipédia en anglais intitulé « Burke and Wills expedition » (voir la liste des auteurs).

1. ↑  (en) « Biographie de Thomas Foster Chuck », sur portphilippioneersgroup.org.au (consulté le 4 février 2017).